# Крива Паланка (община)
Общи́на Крива́ Пала́нка (мак. Општина Крива Паланка) — община в Північній Македонії. Адміністративний центр — містечко Крива Паланка. Розташована в східній частині Македонії у складі Північно-Східного регіону з населенням 20 820 мешканців, які проживають на площі а — 480,81 км².
Община межує із Сербією, Болгарією та з іншими общинами Македонії:
- з південного сходу → община Македонська Камениця;
- з півдня → община Кочани;
- з південного заходу → община Кратово;
- із заходу → община Ранковце;
- з півночі → общинами Трговіште и Босілеград Пчиньського округу Республіки Сербія;
- зі сходу → громади Кюстендил Кюстендильської області республіки Болгарії.

## Населення

### Етнічний склад
| Національність      | Відсоток |
| ------------------- | -------- |
| македонці           | 96,06%   |
| роми                | 3,21%    |
| серби               | 0,49%    |
| інші/не визначилися | 0,24%    |

### Мовний склад
| Мова                | Відсоток |
| ------------------- | -------- |
| македонська         | 96,11%   |
| ромська             | 3,18%    |
| сербська            | 0,47%    |
| турецька            | 0,04%    |
| інші/не визначилися | 0,20%    |

### Релігійний склад
| Релігія             | Відсоток |
| ------------------- | -------- |
| православні         | 96,13%   |
| мусульмани          | 2,55%    |
| католики            | 0,07%    |
| інші/не визначилися | 1,25%    |

## Населені пункти
| №  | Населений пункт | Населення, осіб (2002) |
| -- | --------------- | ---------------------- |
| 1  | Бс              | 63                     |
| 2  | Баштево         | 13                     |
| 3  | Борово          | 87                     |
| 4  | Варовиште       | 87                     |
| 5  | Габар           | 67                     |
| 6  | Голема Црцорія  | 85                     |
| 7  | Градець         | 318                    |
| 8  | Длабочиця       | 144                    |
| 9  | Добровниця      | 168                    |
| 10 | Дренак          | 44                     |
| 11 | Дреньє          | 90                     |
| 12 | Дурачка-Река    | 150                    |
| 13 | Жидилово        | 302                    |
| 14 | Киселиця        | 101                    |
| 15 | Конопниця       | 1398                   |
| 16 | Костур          | 38                     |
| 17 | Кошари          | 21                     |
| 18 | Крива Паланка   | 14558                  |
| 19 | Кркля           | 227                    |
| 20 | Крстов-Дол      | 60                     |
| 21 | Лозаново        | 53                     |
| 22 | Луке            | 338                    |
| 23 | Мала Црцорія    | 112                    |
| 24 | Мартиниця       | 157                    |
| 25 | Метежево        | 50                     |
| 26 | Мождивняк       | 770                    |
| 27 | Нерав           | 175                    |
| 28 | Огут            | 152                    |
| 29 | Осиче           | 51                     |
| 30 | Подржий Конь    | 116                    |
| 31 | Станці          | 203                    |
| 32 | Тлминці         | 73                     |
| 33 | Трново          | 153                    |
| 34 | Узем            | 256                    |

| Північна Македонія | Це незавершена стаття з географії Північної Македонії. Ви можете допомогти проєкту, виправивши або дописавши її. |